# Once Upon A Time In Mexico
Once Upon A Time In Mexico (tiếng Việt: Ngày xửa ngày xưa ở Mexico hay Một thời ở Mexico) là 1 bộ phim thuộc thể loại Tội phạm, Hành động của Mỹ và là phần cuối trong series Mexico Trilogy (bộ 3 Mexico) sau El Mariachi và Desperado. Sau sự kiện phần trước, El Mariachi cùng Carolina (lúc này đã nên duyên vợ chồng) tiếp tục cuộc hành trình đi tìm vùng đất yên bình đã sinh sống và có một cô con gái. Tưởng chừng như cả hai đã hạnh phúc thì bi kịch đã xảy ra khi vào một ngày nọ tướng Marquez cùng quân đội của hắn tấn công gia đình của Mariachi để trả thù cho các đàn em của hắn đã bị Mariachi giết trước kia. Carolina cùng con gái đã bị Marquez sát hại còn Mariachi bị thương và thoát chết. Lần này anh tiếp tục theo con đường cũ như 2 phần trước là tìm kiếm giết tên thủ ác để trả thù cho vợ con. Bộ phim cũng là đề tài nói về cuộc chiến chống ma túy đầy cam go giữa 1 bên là chính phủ dân tộc, người dân Mexico với các băng đảng ma túy khét tiếng đang muốn thao túng nền chính trị quốc gia này.
Bộ phim thu về 98.2 triệu đô la và được coi là phần phim có doanh thu cao nhất trong series. Nhân vật El Mariachi do nam diễn viên Antonio Banderas thủ vai. Mặc dù là phần phim có lợi nhuận cao nhất nhưng so với 2 phần trước thì phần này không được giới phê bình đánh giá cao vì vai trò của nhân vật trung tâm El Mariachi mờ nhạt hơn hẳn trong khi các nhân vật phụ lại có nhiều đất diễn hơn trong đó có nhân vật đặc vụ CIA Sands do nam diễn viên Johnny Depp thủ vai. Bộ phim này cũng là tiền đề để Johnny Depp tiếp tục khẳng định tên tuổi của mình qua vai diễn Jack Sparrow trong Cướp biển vùng Caribbean.

## Cốt truyện
Tại vùng Culiacán, bang Sinaloa của Mexico đã xảy ra cuộc chiến khốc liệt của chính phủ Mexico chống lại sự lộng hành và thao túng của băng đảng ma túy khét tiếng do tên trùm Armando Barillo đứng đầu. Barillo đã liên kết với tướng Emiliano Marquez-1 tên sỹ quan quân đội biến chất nhằm lật đổ chính phủ Mexico của tổng thống Pedro-người kiên quyết diệt trừ nạn buôn bán ma túy ở Mexico. Trong lúc đó thông qua Belini-tay chủ quán rượu, đặc vụ CIA Sheldon Jeffrey Sands tuyển mộ El Mariachi với nhiệm vụ tiêu diệt tướng Marquez. Sands cũng thuyết phục cựu thanh tra FBI là Jorge Ramírez đã nghỉ hưu tham gia vụ án Barillo-kẻ đã sát hại Archuleta là đồng nghiệp của Ramirez trong quá khứ. Nhiều năm trước El Mariachi và Carolina từng tham gia trận đấu súng với Marquez giết hết tất cả thuộc hạ và làm hắn bị thương nặng. Để trả thù, Marquez đã cho đàn em sát hại Carolina và cô con gái của 2 người. El Mariachi bị thương nặng nhưng thoát chết và từ đó thề sẽ giết Marquez để trả thù cho vợ con. Trong khi đó, đặc phái viên của AFN là Ajedrez được Sands giao cho nhiệm vụ theo sát Barillo.
Trong lúc theo dõi các hoạt động của Barillo, Ramirez gặp được Billy Chambers, người Mỹ lưu vong dưới sự bảo hộ của Barillo. Billy tiết lộ ông ta cảm thấy chán nản và kinh sợ những thủ đoạn tàn ác của Barillo nên đã đồng ý giúp Ramirez bằng cách gắn máy ghi âm nhỏ lên thẻ đeo của con chó chihuahua đổi lại là sự bảo vệ của chính phủ Hoa Kỳ với Chambers. Trong lúc đó Sands đến gặp Belini yêu cầu hắn giao nộp manh mối về Barillo. Bị hắn cự tuyệt, Sands ra tay bắn chết hắn và lấy được manh mối. Cucuy, viên cảnh sát được Sands thuê theo dõi và bảo vệ El Mariachi khi cần. Tuy nhiên Cucuy nhanh chóng lộ nguyên hình là tên cảnh sát biến chất. Hắn bắt cóc El Mariachi và giao nộp cho Marquez. El Mariachi sau đó kịp trốn thoát còn Cucuy sau đó bị Barillo thủ tiêu để bịt đầu mối.
Trong khi theo dõi mọi hoạt động của Barillo ngoài bệnh viện, Ramirez thông báo những toán lính vũ trang xông vào. Ông ta bất ngờ phát hiện toàn các bác sĩ ở đây đều bị sát hại cùng với Barillo đang tái cấu trúc khuôn mặt. Tuy vậy Ramirez nhận ra người chết là Barillo giả do 1 tên đàn em đóng thế nhưng đã quá muộn khi ông bị Barillo thật đánh bất tỉnh và bắt cóc. Sands sau đó cũng phát hiện ra nhiệm vụ đã bị lộ nhưng đã quá muộn. Anh bị Ajedrez-người được tiết lộ là con gái của chính Barillo bắt cóc và tra tấn dã man khiến anh bị mất hai con mắt. Sands sau đó được thả ra để các sát thủ của Barillo giết. Mặc dù bị mù nhưng Sands vẫn hạ được tất cả các sát thủ của Barillo nhờ sự trợ giúp của 1 cậu bé bán kẹo đường phố.
Bạo loạn xảy ra ở Culiacán trong ngày lễ dành cho người chết nhân chuyến thăm của tổng thống Pedro. Marquez cùng đám phiến loạn tấn công thị trấn nhằm bắt sống tổng thống. Quân chính phủ, cảnh sát cùng người dân Mexico hợp lực đánh trả quân phiến loạn. Sands ra lệnh cho Mariachi giết tổng thống nhưng anh từ chối vì biết tổng thống là người tốt đồng thời cùng 2 chiến hữu là Lorenzo và Fideo hộ tống tổng thống an toàn. Marquez xông vào dinh đối mặt với Mariachi. Bằng sự căm hận kẻ thủ ác, Mariachi đã dùng súng bắt gãy xương ống quyển của Marquez trước khi kết liễu hắn bằng cách bắn vào đầu. Barillo xông vào dinh chỉ để thấy xác của Marquez trong khi bên ngoài bằng mưu kế, Sands đã giết chết Ajedrez. Barillo sau đó đối mặt với Ramirez và Chambers. Chambers hi sinh đỡ đạn để Ramirez cùng El Mariachi hợp sức bắn chết tên trùm. Cuộc bạo loạn kết thúc với sự thắng lợi của chính phủ và người dân Mexico. Ramirez tìm gặp và tạm biệt Sands, thông báo đã trả thù được cho đồng nghiệp. Trong khi đó El Mariachi đã tịch thu số tiền từ quân phiến loạn chia cho người dân. Anh bước đi cùng cây guitar và hôn lên lá cờ Mexico dưới ánh hoàng hôn.

## Vai diễn
- Antonio Banderas trong vai El Mariachi: 1 chàng thanh niên có mơ ước trở thành 1 nhạc sỹ giỏi nhưng ước mơ đó đã bị phá nát bởi các băng đảng tội phạm nên đã thề sẽ trả thù chúng.
- Salma Hayek vai Carolina (cameo): nữ chủ hiệu sách và là vợ của El Mariachi. Cô bị sát hại bởi Marquez.
- Natalia Torres vai con gái của El Mariachi (cameo). Bị tướng Marquez sát hại.
- Johnny Depp vai Sands: đặc vụ CIA có tính cách lập dị. Anh ta thường mang theo 1 cánh tay giả để ngụy trang mỗi khi hành nghề. Nam diễn viên Johnny Depp tiết lộ vai Sands có nhiều tính cách lập dị tương đồng với vai Jack Sparrow của anh trong Cướp biển vùng Caribbean.
- Rubén Blades vai Jorge Ramirez: cựu thanh tra FBI có đồng nghiệp từng bị Barillo giết đã thề sẽ trả thù cho đồng nghiệp
- Willem Dafoe vai Barillo: tên trùm ma túy tàn độc ác và nham hiểm. Hắn được mô tả là hay nghĩ ra cách tra tấn và giết người tàn bạo và bệnh hoạn nhất theo như lời của Billy Chambers hay các đàn em của hắn. Hắn bị Ramirez cùng El Mariachi bắn chết.
- Gerardo Vigil vai Marquez: tên tướng quân đội biến chất bảo kê cho các hoạt động của Barillo. Hắn bị El Mariachi bắn chết.
- Mickey Rourke vai Billy Chambers: thuộc hạ thân cận của Barillo nhưng đang có ý định chạy trốn khỏi hắn vì chán ghét sự tàn bạo của hắn. Chambers hi sinh khi đánh lạc hướng Barillo để Ramirez và El Mariachi bắn chết tên trùm.
- Cheech Marin trong vai Belini: chủ quán rượu và là người nắm nhiều manh mối của Barillo. Hắn bị Sands bắn chết vì không chịu hợp tác.
- Pedro Armendáriz Jr. vai tổng thống Pedro: là vị tổng thống liêm khiết, chính trực của Mexico. Ông cương quyết đứng về phía nhân dân trong cuộc chiến chống băng đảng ma túy hoành hành.
- Eva Mendes vai Ajedrez: 1 thanh tra AFN biến chất và là con gái của Barillo bị Sands giết chết.
- Daniel Trejo vai Cucuy: là 1 viên cảnh sát biến chất bị Barillo thủ tiêu sau khi để El Mariachi trốn thoát nhằm bịt đầu mối.
- Enrique Iglesias vai Lorenzo: chiến hữu của El Mariachi.
- Marco Leonardi vai Fideo: chiến hữu của El Mariachi và Lorenzo. Anh nghiện rượu nhưng kể cả say vẫn bắn súng rất giỏi.